# マルチン・カミンスキ
マルチン・カミンスキ（Marcin Kamiński, 1992年1月15日 - ）は、ポーランド・コニン出身のポーランド代表サッカー選手。シャルケ04所属。ポジションはDF。

## 経歴
地元のクラブを経て、レフ・ポズナンのユースチームでキャリアをスタートさせる。2009年にレフ・ポズナンのトップチームに昇格しプロキャリアをスタート。2016年までにエクストラクラサ（ポーランド1部）に158試合出場。2009-10・2014-15シーズンにはリーグ優勝に導いた。
2016-17シーズンには、この年41年ぶりにブンデス2部に降格したVfBシュトゥットガルトへ2019年までの3年契約で完全移籍した。
2017年3月5日、契約を2021年6月まで2年間延長した。
2018年8月24日、フォルトゥナ・デュッセルドルフへ2018-19シーズン終了まで期限付き移籍をした。
2021年5月20日、契約満了で今シーズン限りで退団することを監督のペッレグリーノ・マタラッツォが明らかにした。5月22日にはシュトゥットガルト公式サイトで正式に発表された。
2021年5月27日には、この年30年ぶりにブンデス2部に降格したシャルケ04へフリーで移籍。2023年6月までの2年契約を結んだ。

## 代表歴
各年代のポーランド代表としてプレー。2011年にはA代表入りし、地元開催のUEFA欧州選手権2012にも選出された。